# Patenbrief

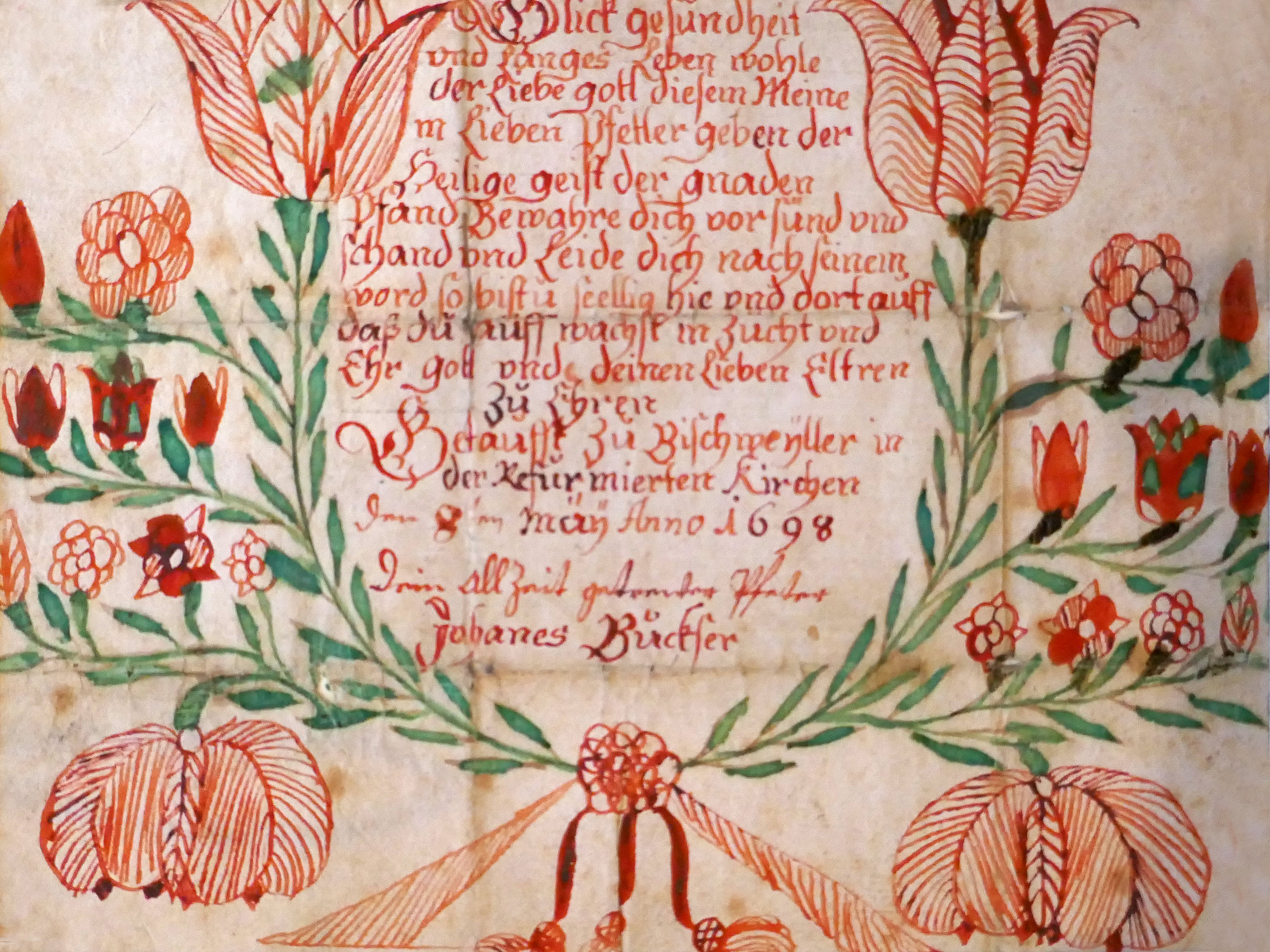
Patenbrief (Bischwiller, Elsass, 1698)

Als Patenbrief, im Elsass Göttelbrief, in der Schweiz Taufzettel, wird ein handbeschriebenes, bemaltes oder gedrucktes Blatt Papier bezeichnet, in das der Pate das Geldgeschenk für den Täufling einwickelte. Der Brauch war im deutschen Sprachraum bei beiden Konfessionen verbreitet.
Der älteste erhaltene deutsche Patenbrief ist auf das Jahr 1593 datiert. Im 17. Jahrhundert verbreitete sich der Brauch der Patenbriefe im Bürgertum und erreichte um 1750 seine größte Beliebtheit in allen Schichten der Bevölkerung. Ab 1850 ließ das Interesse nach, um 1900 galten Patenbriefe als veraltet.
Auf den Patenbriefen standen Sinnsprüche oder Bibelverse. Gedruckte Exemplare zeigen oft die Szene einer Kindstaufe, die Taufe Jesu oder andere biblische Motive. Praktischerweise waren manche Patenbriefe in drei horizontale Felder geteilt, so dass man sie leicht zusammenfalten konnte. Später waren es geklebte Couverts mit Einlegekarte. Nicht nur die Patenbriefe wurden aufbewahrt (ein Täufling bekam mehrere, von jedem Paten einen), sondern auch ihr Inhalt. Als „Glücksgroschen“ sollte er nicht ausgegeben werden. Außer Geld wurden regional auch Brotkrumen und Salz eingewickelt, was Wohlstand bringen sollte.
Da der Patenbrief vom Taufpaten unterschrieben und datiert war, galt er als Dokument und diente dem Täufling später als Taufbescheinigung und Geburtsurkunde. Patenbriefe können deshalb gelegentlich in den Beiakten zum Heiratsregister der Standesämter aufbewahrt worden sein. Auswanderer brachten den Brauch der Patenbriefe nach Pennsylvania mit, wo sich das Kalligraphieren und Illuminieren von Geburts- und Taufscheinen zu einem eigenen Zweig der Alltagskultur (“Fraktur”) weiterentwickelte.
Vom Patenbrief zu unterscheiden ist der Patenbittbrief (Gevatterbrief), mit dem jemand eingeladen wurde, das Patenamt zu übernehmen.
Die Familie Brossmann stellte im 19. Jahrhundert Göttelbriefe in Wissembourg her und wurde dafür bekannt. Im nahen Reichshoffen kalligrafiert und malt Marc Meissner seit 1976 Göttelbriefe, Konfirmationssprüche (Denksprüche) und Hochzeitstexte nach historischen Vorlagen oder eigenen Entwürfen.
Im Schwarzwald wurden Patenbriefe oder Göttebriefe zur Konfirmation vom Konfirmanten an den Paten geschrieben. Das Patenkind bedankte sich beim Paten für die Hilfe und Unterstützung von der Taufe bis zur Konfirmation. Es erging eine Einladung zum Gottesdienst an der Konfirmation.